# Тэнугуи
Тэнугуи (яп. 手拭い) — традиционное японское декоративное полотенце, изготовленное из тонкого и легкого хлопка.

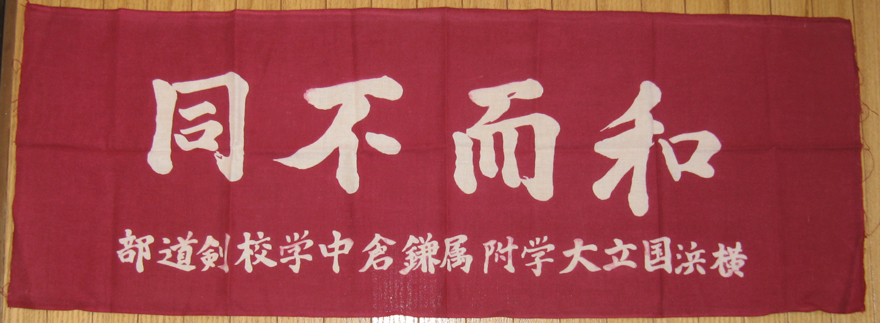
Тэнугуи

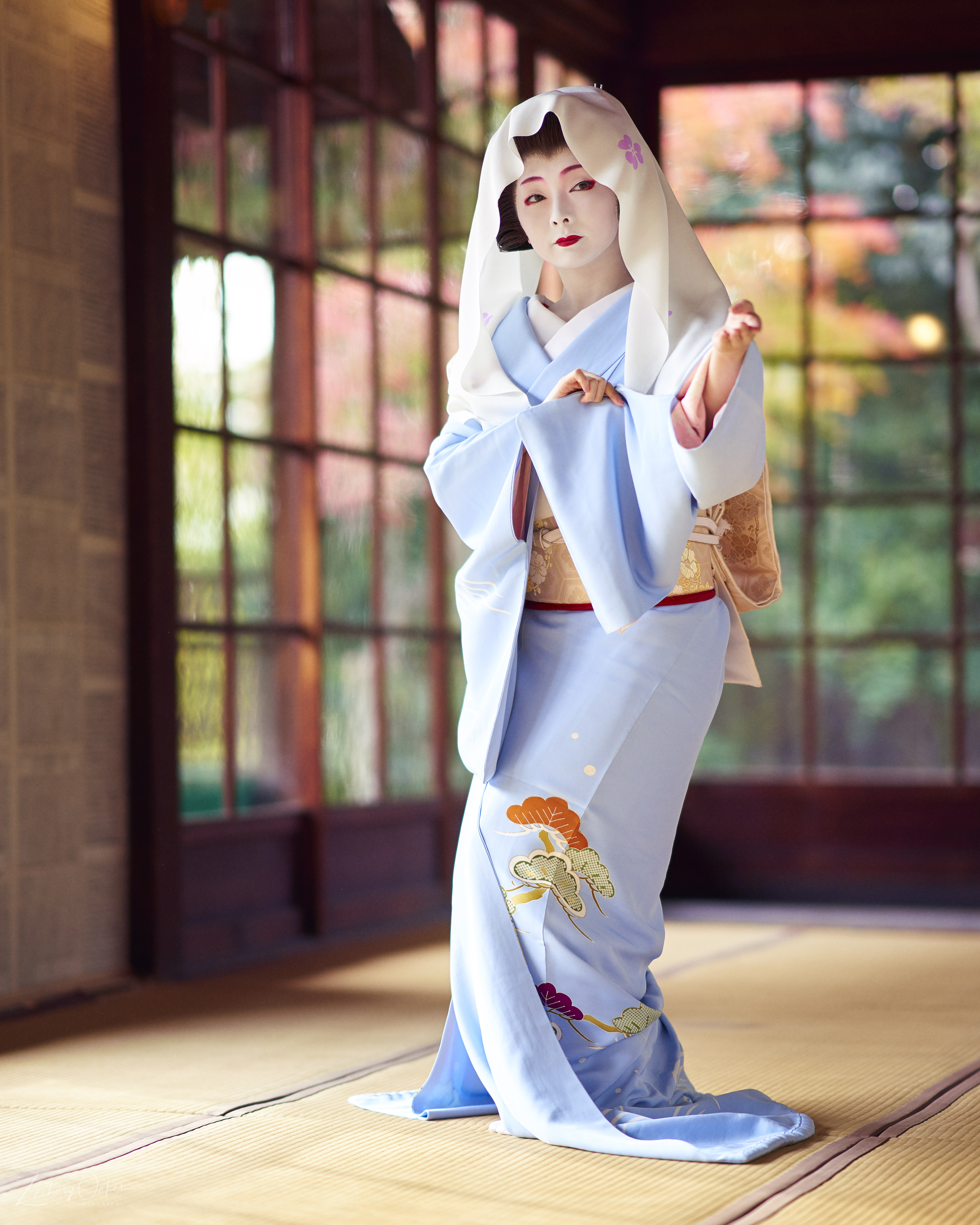
Танцевальное тэнугуи

Его история восходит к периоду Хэйан или даже раньше. К периоду Эдо тенугуи стал тем, чем он является сегодня: размером около 35 на 90 сантиметров (14 на 35 дюймов), с простой тканью и почти всегда окрашенным в однотонный цвет или с каким-либо узором. Длинные стороны обрабатываются кромкой, в то время как короткие стороны остаются необработанными, что позволяет им обветриваться.
Может использоваться как обычное полотенце, тряпка для мытья посуды, повязка на голову и т. п. тэнугуи из махровой ткани заменили полотенца в домашнем хозяйстве.
Однако тэнугуи остаётся популярной и как сувенир, украшение и подкладка под мэн (яп. 面, букв. «маска») в Кэндо.
Влажное горячее тэнугуи принято подавать перед началом трапезы для очистки рук.